# Гандбол на літніх Олімпійських іграх 2012 (чоловіки)
Змагання з гандболу серед чоловіків на Іграх XXX Олімпіади У Лондоні проходили з 29 липня по 12 серпня 2012 року.

## Кваліфікація
| Турнір                     | Дата                         | Місце проведення | Місця | Команди           |
| -------------------------- | ---------------------------- | ---------------- | ----- | ----------------- |
| Приймаюча країна           | —                            | —                | 1     | Велика Британія   |
| Чемпіонат світу 2011       | 13 — 30 Січень 2011          | Швеція           | 1     | Франція           |
| Відбірковий турнір Азії    | 23 жовтня — 3 листопада 2011 | Сеул             | 1     | Південна Корея    |
| Панамериканські ігри 2011  | 15 — 24 жовтня 2011          | Гвадалахара      | 1     | Аргентина         |
| Чемпіонат Африки           | 10 — 21 січня 2012           | Рабат/Салі       | 1     | Туніс             |
| Чемпіонат Європи 2012      | 17 — 29 січня 2012           | Сербія           | 1     | Данія             |
| 1-й кваліфікаційний турнір | 6 — 8 квітня 2012            | Аліканте         | 2     | Іспанія Сербія    |
| 2-й кваліфікаційний турнір | 6 — 8 квітня 2012            | Гетеборг         | 2     | Швеція Угорщина   |
| 3-й кваліфікаційний турнір | 6 — 8 квітня 2012            | Вараждин         | 2     | Хорватія Ісландія |
| Всього                     |                              |                  | 12    |                   |

## Змагання

### Груповий етап
Жеребкування групового етапу відбулася 30 травня 2012 року.

#### Група A
| Місце | Команда         | В | Н | П | ГЗ  | ДП  | +/- | Очки |
| ----- | --------------- | - | - | - | --- | --- | --- | ---- |
| 1     | Ісландія        | 5 | 0 | 0 | 167 | 132 | +35 | 10   |
| 2     | Франція         | 4 | 0 | 1 | 159 | 110 | +49 | 8    |
| 3     | Швеція          | 3 | 0 | 2 | 156 | 115 | +41 | 6    |
| 4     | Туніс           | 2 | 0 | 3 | 121 | 125 | -4  | 4    |
| 5     | Аргентина       | 1 | 0 | 4 | 113 | 137 | -25 | 2    |
| 6     | Велика Британія | 0 | 0 | 5 | 96  | 182 | -86 | 0    |

| 29 липня 9:30 | Звіт | Ісландія                    | 31:25 (15:14) | Аргентина         | Лондонська баскетбольна арена Глядачів: 3701 Судді: Ларс Гайпель, Маркус Хельбіг |
| 29 липня 9:30 | Звіт | Гудьон Валур Сігурдссон — 7 | Голи          | Дієго Сімонет — 5 | Лондонська баскетбольна арена Глядачів: 3701 Судді: Ларс Гайпель, Маркус Хельбіг |

| 29 липня 14:30 | Звіт | Швеція            | 28:21 (16:11) | Туніс              | Лондонська баскетбольна арена Глядачів: 4155 Судді: Оскар Лопес, Анхель Сабросо |
| 29 липня 14:30 | Звіт | Далібор Додер — 8 | Голи          | Усамма Буханмі — 6 | Лондонська баскетбольна арена Глядачів: 4155 Судді: Оскар Лопес, Анхель Сабросо |

| 29 липня 19:30 | Звіт | Франція         | 44:15 (21:7) | Велика Британія  | Лондонська баскетбольна арена Глядачів: 5000 Судді: Мансур Абдулла, Салех Бамутреф |
| 29 липня 19:30 | Звіт | Гійом Жолі — 11 | Голи         | Робін Гарньє — 6 | Лондонська баскетбольна арена Глядачів: 5000 Судді: Мансур Абдулла, Салех Бамутреф |

| 31 липня 9:30 | Звіт | Туніс            | 22:32 (8:19) | Ісландія             | Лондонська баскетбольна арена Глядачів: 3559 Судді: Мохамед Аль-Нуаімі, Омар Омар |
| 31 липня 9:30 | Звіт | Амін Баннур — 10 | Голи         | Арон Пальмарссон — 8 | Лондонська баскетбольна арена Глядачів: 3559 Судді: Мохамед Аль-Нуаімі, Омар Омар |

| 31 липня 14:30 | Звіт | Велика Британія | 19:41 (10:24) | Швеція | Лондонська баскетбольна арена Глядачів: 4382 Судді: Ненад Ніколіч, Душан Стойкович |

| 31 липня 21:15 | Звіт | Аргентина                                      | 20:32 (9:17) | Франція              | Лондонська баскетбольна арена Глядачів: 3906 Судді: Пер Олесеві, Ларс Педерсен |
| 31 липня 21:15 | Звіт | Федеріко Гастон Фернандес, Гуїдо Рікобеллі — 4 | Голи         | Нікола Карабатич — 7 | Лондонська баскетбольна арена Глядачів: 3906 Судді: Пер Олесеві, Ларс Педерсен |

| 2 серпня 11:15 | Звіт | Франція             | 25:19 (12:11) | Туніс           | Лондонська баскетбольна арена Глядачів: 4670 Судді: Ненад Ніколіч, Душан Стойкович |
| 2 серпня 11:15 | Звіт | Даніель Нарсісс — 7 | Голи          | Амін Баннур — 5 | Лондонська баскетбольна арена Глядачів: 4670 Судді: Ненад Ніколіч, Душан Стойкович |

| 2 серпня 16:15 | Звіт | Велика Британія   | 21:32 (11:16) | Аргентина             | Лондонська баскетбольна арена Глядачів: 4581 Судді: Ялатіма Кулібалі, Мамоду Діабате |
| 2 серпня 16:15 | Звіт | Стівен Ларсон — 6 | Голи          | Себастьян Сімонет — 6 | Лондонська баскетбольна арена Глядачів: 4581 Судді: Ялатіма Кулібалі, Мамоду Діабате |

| 2 серпня 21:15 | Звіт | Швеція           | 32:33 (13:17) | Ісландія             | Лондонська баскетбольна арена Глядачів: 4590 Судді: Георгій Начевський, Славі Ніколов |
| 2 серпня 21:15 | Звіт | Юнас Келлман — 9 | Голи          | Арон Пальмарссон — 9 | Лондонська баскетбольна арена Глядачів: 4590 Судді: Георгій Начевський, Славі Ніколов |

| 4 серпня 9:30 | Звіт | Туніс           | 34:17 (14:8) | Велика Британія     | Лондонська баскетбольна арена Глядачів: 4319 Судді: Матія Губіца, Борис Мілошевич |
| 4 серпня 9:30 | Звіт | Ауме Тоумі — 10 | Голи         | Себастьян Едгар — 5 | Лондонська баскетбольна арена Глядачів: 4319 Судді: Матія Губіца, Борис Мілошевич |

| 4 серпня 14:30 | Звіт | Швеція            | 29:13 (12:8) | Аргентина         | Лондонська баскетбольна арена Глядачів: 4592 Судді: Оскар Лопес, Анхель Сабросо |
| 4 серпня 14:30 | Звіт | Ніклас Екберг — 9 | Голи         | Дієго Сімонет — 3 | Лондонська баскетбольна арена Глядачів: 4592 Судді: Оскар Лопес, Анхель Сабросо |

| 4 серпня 19:30 | Звіт | Ісландія                 | 30:29 (16:15) | Франція             | Лондонська баскетбольна арена Глядачів: 4521 Судді: Ненад Крстіч, Петер Любич |
| 4 серпня 19:30 | Звіт | Александер Петерссон — 6 | Голи          | Жером Фернандез — 9 | Лондонська баскетбольна арена Глядачів: 4521 Судді: Ненад Крстіч, Петер Любич |

| 6 серпня 11:15 | Звіт | Аргентина         | 23:25 (12:12) | Туніс            | Лондонська баскетбольна арена Глядачів: 4645 Судді: Пер Олесеві, Ларс Педерсен |
| 6 серпня 11:15 | Звіт | Дієго Сімонет — 6 | Голи          | Камель Алуна — 7 | Лондонська баскетбольна арена Глядачів: 4645 Судді: Пер Олесеві, Ларс Педерсен |

| 6 серпня 16:15 | Звіт | Ісландія                    | 41:24 (18:15) | Велика Британія   | Лондонська баскетбольна арена Глядачів: 4856 Судді: Мансур Абдулла, Салех Бамутреф |
| 6 серпня 16:15 | Звіт | Гудьон Валур Сігурдссон — 8 | Голи          | Стівен Ларсон — 9 | Лондонська баскетбольна арена Глядачів: 4856 Судді: Мансур Абдулла, Салех Бамутреф |

| 6 серпня 21:15 | Звіт | Франція             | 29:26 (18:12) | Швеція                           | Лондонська баскетбольна арена Судді: Матія Губіца, Борис Мілошевич |
| 6 серпня 21:15 | Звіт | Даніель Нарсісс — 6 | Голи          | Ніклас Екберг, Кім Андерссон — 5 | Лондонська баскетбольна арена Судді: Матія Губіца, Борис Мілошевич |

#### Група B

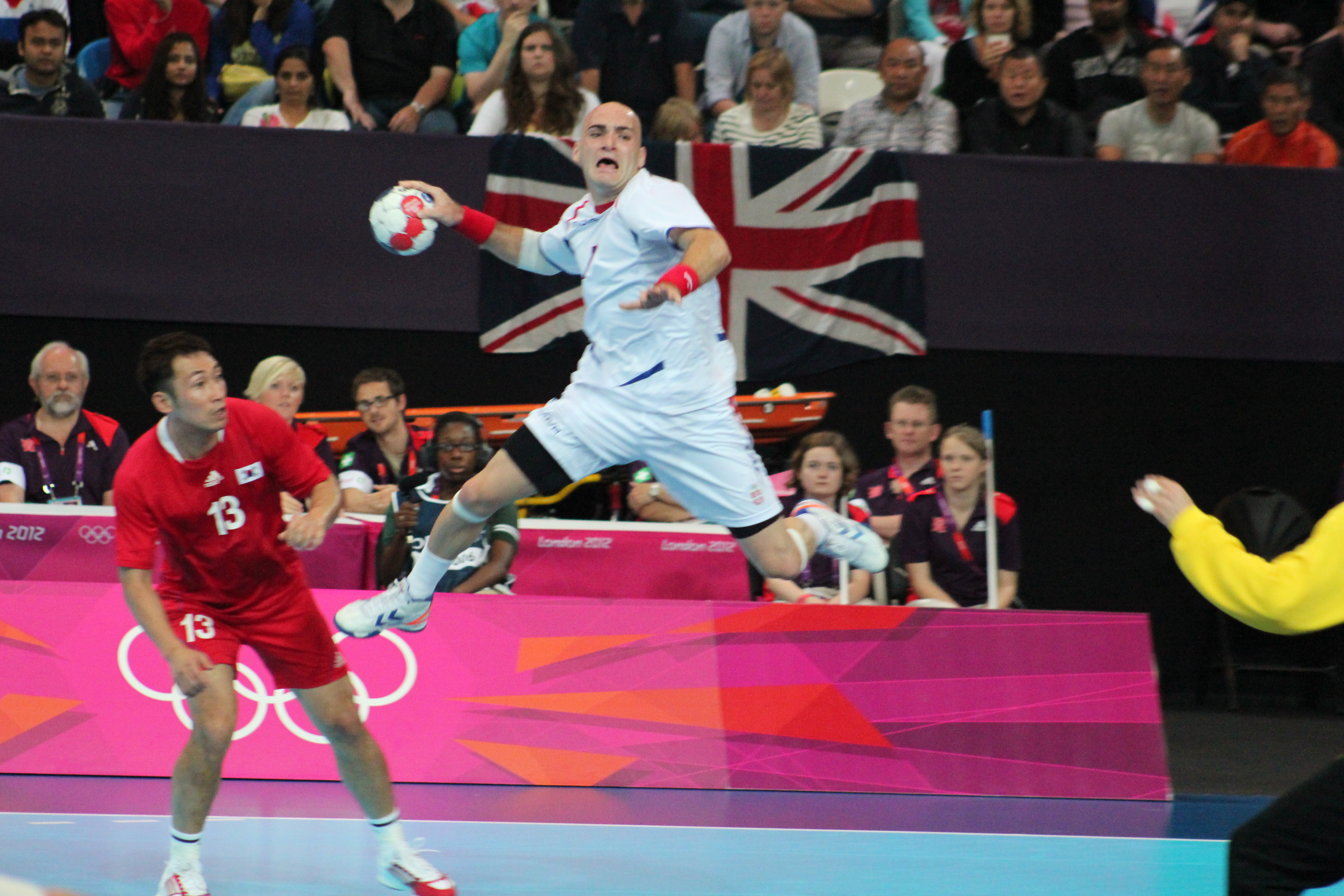
Матч Південна Корея — Сербія. З м'ячем Іван Нікшевич

| Місце | Команда        | В | Н | П | ГЗ  | ДП  | +/- | Очки |
| ----- | -------------- | - | - | - | --- | --- | --- | ---- |
| 1     | Хорватія       | 5 | 0 | 0 | 150 | 109 | +41 | 10   |
| 2     | Данія          | 4 | 0 | 1 | 124 | 129 | -5  | 8    |
| 3     | Іспанія        | 3 | 0 | 2 | 130 | 116 | +14 | 6    |
| 4     | Угорщина       | 2 | 0 | 3 | 114 | 128 | -14 | 4    |
| 5     | Сербія         | 1 | 0 | 4 | 120 | 131 | -11 | 2    |
| 6     | Південна Корея | 0 | 0 | 5 | 115 | 140 | -25 | 0    |

| 29 липня 11:15 | Звіт | Хорватія       | 31:21 (14:8) | Південна Корея | Лондонська баскетбольна арена Глядачів: 4068 Судді: Карлос Марія Марина, Даріо Ліонель мінор |
| 29 липня 11:15 | Звіт | Іван Чупич — 6 | Голи         | Чон Ік Чон — 5 | Лондонська баскетбольна арена Глядачів: 4068 Судді: Карлос Марія Марина, Даріо Ліонель мінор |

| 29 липня 16:15 | Звіт | Іспанія               | 26:21 (10:14) | Сербія         | Лондонська баскетбольна арена Глядачів: 4600 Судді: Кеннет Абрахамс, Арне Крістіансен |
| 29 липня 16:15 | Звіт | Даніель Сармьенто — 5 | Голи          | Момір Іліч — 6 | Лондонська баскетбольна арена Глядачів: 4600 Судді: Кеннет Абрахамс, Арне Крістіансен |

| 29 липня 21:15 | Звіт | Угорщина        | 25:27 (10:13) | Данія             | Лондонська баскетбольна арена Глядачів: 5000 Судді: Нордін Лазар, Лоран Ревере |
| 29 липня 21:15 | Звіт | Габор Часар — 8 | Голи          | Андерс Еггерт — 9 | Лондонська баскетбольна арена Глядачів: 5000 Судді: Нордін Лазар, Лоран Ревере |

| 31 липня 11:15 | Звіт | Південна Корея          | 19:22 (9:7) | Угорщина        | Лондонська баскетбольна арена Глядачів: 4262 Судді: Георгій Начевський, Славі Ніколов |
| 31 липня 11:15 | Звіт | Чон Ік Чон, Чон Хан — 4 | Голи        | Мате Лекала — 5 | Лондонська баскетбольна арена Глядачів: 4262 Судді: Георгій Начевський, Славі Ніколов |

| 31 липня | Звіт | Сербія         | 23:31 (9:13) | Хорватія       | Лондонська баскетбольна арена Глядачів: 4827 Судді: Вацлав Горачек, Іржі Новотний |
| 31 липня | Звіт | Марко Вуін — 6 | Голи         | Іван Чупич — 8 | Лондонська баскетбольна арена Глядачів: 4827 Судді: Вацлав Горачек, Іржі Новотний |

| 31 липня | Звіт | Данія              | 24:23 (13:12) | Іспанія      | Лондонська баскетбольна арена Глядачів: 4368 Судді: Ненад Крстіч, Петер Любич |
| 31 липня | Звіт | Міккель Хансен — 8 | Голи          | 3 гравця — 4 | Лондонська баскетбольна арена Глядачів: 4368 Судді: Ненад Крстіч, Петер Любич |

| 2 серпня 9:30 | Звіт | Іспанія              | 33:29 (16:14) | Південна Корея | Лондонська баскетбольна арена Глядачів: 4209 Судді: Нордін Лазар, Лоран Ревере |
| 2 серпня 9:30 | Звіт | Крістіан Угальде — 6 | Голи          | Лі Цзя Ву — 8  | Лондонська баскетбольна арена Глядачів: 4209 Судді: Нордін Лазар, Лоран Ревере |

| 2 серпня 14:30 | Звіт | Хорватія | 26:19 (11:8) | Угорщина | Лондонська баскетбольна арена Глядачів: 4950 ] Судді: Кеннет Абрахамс, Арне Крістіансен |

| 2 серпня 19:30 | Звіт | Сербія         | 25:26 (11:13) | Данія              | Лондонська баскетбольна арена Глядачів: 4504 Судді: Ларс Гайпель, Маркус Хельбіг |
| 2 серпня 19:30 | Звіт | Марко Вуін — 7 | Голи          | Міккель Хансен — 7 | Лондонська баскетбольна арена Глядачів: 4504 Судді: Ларс Гайпель, Маркус Хельбіг |

| 4 серпня 11:15 | Звіт | Південна Корея | 22:28 (10:12) | Сербія | Лондонська баскетбольна арена Глядачів: 4525 Судді: Шарлот Бонавентура, Жюлі Бонавентура |

| 4 серпня 16:15 | Звіт | Хорватія     | 32:21 (14:9) | Данія                            | Лондонська баскетбольна арена Глядачів: 4800 Судді: Нордін Лазар, Лоран Ревере |
| 4 серпня 16:15 | Звіт | 3 гравця — 5 | Голи         | Андерс Еггерт, Ханс Ліндберг — 5 | Лондонська баскетбольна арена Глядачів: 4800 Судді: Нордін Лазар, Лоран Ревере |

| 4 серпня | Звіт | Угорщина       | 22:23 (13:16) | Іспанія               | Лондонська баскетбольна арена Глядачів: 4280 Судді: Вацлав Горачек, Іржі Новотний |
| 4 серпня | Звіт | Ласло Надь — 7 | Голи          | Хулен Агінагальде — 9 | Лондонська баскетбольна арена Глядачів: 4280 Судді: Вацлав Горачек, Іржі Новотний |

| 6 серпня 9:30 | Звіт | Угорщина       | 26:23 (9:11) | Сербія                           | Лондонська баскетбольна арена Глядачів: 4159 Судді: Кеннет Абрахамс, Арне Крістіансен |
| 6 серпня 9:30 | Звіт | Томаш сеча — 9 | Голи         | Момір Іліч, Райко Продановіч — 5 | Лондонська баскетбольна арена Глядачів: 4159 Судді: Кеннет Абрахамс, Арне Крістіансен |

| 6 серпня 14:30 | Звіт | Данія                              | 26:24 (13:14) | Південна Корея | Лондонська баскетбольна арена Глядачів: 4546 Судді: Мохамед Аль-Нуаімі, Омар Омар |
| 6 серпня 14:30 | Звіт | Андерс Еггерт, Міхаель Кнудсен — 6 | Голи          | Єм Хе Он — 6   | Лондонська баскетбольна арена Глядачів: 4546 Судді: Мохамед Аль-Нуаімі, Омар Омар |

| 6 серпня 19:30 | Звіт | Іспанія                            | 25:30 (10:11) | Хорватія                          | Лондонська баскетбольна арена Судді: Ларс Гайпель, Маркус Хельбіг |
| 6 серпня 19:30 | Звіт | Рауль Ентрерріос, Віктор Томас — 6 | Голи          | Іван Чупич, Блаженко Лацкович — 7 | Лондонська баскетбольна арена Судді: Ларс Гайпель, Маркус Хельбіг |

### Плей-оф
|  | Чвертьфінали | Чвертьфінали |           |          | Півфінали   | Півфінали   |  |  | Фінал     | Фінал |
|  |              |              |           |          |             |             |  |  |           |       |
|  | 8 серпня     |              |           |          |             |             |  |  |           |       |
|  |              |              |           |          |             |             |  |  |           |       |
|  | Ісландія     | 33           |           |          |             |             |  |  |           |       |
|  | Ісландія     | 33           | 10 серпня |          |             |             |  |  |           |       |
|  | Угорщина     | 34           |           |          |             |             |  |  |           |       |
|  | Угорщина     | 34           | Угорщина  | 26       |             |             |  |  |           |       |
|  | 8 серпня     |              | Угорщина  | 26       |             |             |  |  |           |       |
|  |              | Швеція       | 27        |          |             |             |  |  |           |       |
|  | Данія        | Швеція       | 27        | 22       |             |             |  |  |           |       |
|  | Данія        |              | 12 серпня | 22       |             |             |  |  |           |       |
|  | Швеція       | 24           |           |          |             |             |  |  |           |       |
|  | Швеція       | 24           | Швеція    | 21       |             |             |  |  |           |       |
|  | 8 серпня     |              | Швеція    | 21       |             |             |  |  |           |       |
|  |              | Франція      | 22        |          |             |             |  |  |           |       |
|  | Хорватія     | Франція      | 22        | 25       |             |             |  |  |           |       |
|  | Хорватія     | 10 серпня    |           | 25       |             |             |  |  |           |       |
|  | Туніс        | 23           |           |          |             |             |  |  |           |       |
|  | Туніс        | 23           | Хорватія  | 22       | Третє місце | Третє місце |  |  |           |       |
|  | 8 серпня     |              | Хорватія  | 22       | Третє місце | Третє місце |  |  |           |       |
|  |              | Франція      | 25        |          |             |             |  |  |           |       |
|  | Франція      | Франція      | 25        | 23       | Угорщина    | 26          |  |  |           |       |
|  | Франція      |              |           | 23       | Угорщина    | 26          |  |  |           |       |
|  | Іспанія      | 22           |           | Хорватія | 33          |             |  |  |           |       |
|  | Іспанія      | 22           |           |          | 33          |             |  |  |           |       |
|  |              |              |           |          |             |             |  |  | 12 серпня |       |
|  |              |              |           |          |             |             |  |  |           |       |

#### Чвертьфінали
| 8 серпень 11:00 | Звіт | Ісландія | 33:34 (12:16, 15:11, 3:3, 3:4) | Угорщина       | Баскетбольна арена Глядачів: 9063 Судді: Нордін Лазар, Лоран Ревере |
| 8 серпень 11:00 | Звіт |          | Голи                           | Ласло Надь — 9 | Баскетбольна арена Глядачів: 9063 Судді: Нордін Лазар, Лоран Ревере |

| 8 серпня 14:30 | Звіт | Франція             | 23:22 (9:12) | Іспанія          | Баскетбольна арена Глядачів: 8890 Судді: Ненад Ніколіч, Душан Стойкович |
| 8 серпня 14:30 | Звіт | Вільям Аккамбре — 7 | Голи         | Віктор Томас — 6 | Баскетбольна арена Глядачів: 8890 Судді: Ненад Ніколіч, Душан Стойкович |

| 8 серпня 18:00 | Звіт | Данія             | 22:24 (9:11) | Швеція            | Баскетбольна арена Глядачів: 9494 Судді: Георгій Начевський, Славі Ніколов |
| 8 серпня 18:00 | Звіт | Ханс Ліндберг — 6 | Голи         | Далібор Додер — 6 | Баскетбольна арена Глядачів: 9494 Судді: Георгій Начевський, Славі Ніколов |

| 8 серпня 21:30 | Звіт | Хорватія       | 25:23 (11:12) | Туніс                          | Баскетбольна арена Глядачів: 9578 Судді: Карлос Марія Марина, Даріо Ліонель мінор |
| 8 серпня 21:30 | Звіт | Іван Чупич — 8 | Голи          | Ваель Яллоуз, Камель Алуна — 4 | Баскетбольна арена Глядачів: 9578 Судді: Карлос Марія Марина, Даріо Ліонель мінор |

#### Півфінали
| 10 серпня 17:00 | Звіт | Угорщина        | 26:27 (12:15) | Швеція            | Баскетбольна арена Глядачів: 9597 Судді: Ларс Гайпель, Маркус Хельбіг |
| 10 серпня 17:00 | Звіт | Габор Часар — 8 | Голи          | Ніклас Екберг — 6 | Баскетбольна арена Глядачів: 9597 Судді: Ларс Гайпель, Маркус Хельбіг |

| 10 серпня 20:30 | Звіт | Франція      | 25:22 (12:10) | Хорватія          | Баскетбольна арена Глядачів: 9849 Судді: Кеннет Абрахамс, Арне Крістіансен |
| 10 серпня 20:30 | Звіт | 3 гравця — 4 | Голи          | Златко Хорват — 6 | Баскетбольна арена Глядачів: 9849 Судді: Кеннет Абрахамс, Арне Крістіансен |

#### Матч за третє місце
| 12 серпня 11:00 | Звіт | Угорщина | 26:33 (14:19) | Хорватія       | Баскетбольна арена Глядачів: 9263 Судді: Вацлав Горачек, Іржі Новотний |
| 12 серпня 11:00 | Звіт |          | Голи          | Іван Чупич — 8 | Баскетбольна арена Глядачів: 9263 Судді: Вацлав Горачек, Іржі Новотний |

#### Фінал
| 12 серпня 15:00 | Звіт | Швеція            | 21:22 (8:10) | Франція          | Баскетбольна арена Глядачів: 9627 Судді: Ненад Крстіч, Петер Любич |
| 12 серпня 15:00 | Звіт | Ніклас Екберг — 6 | Голи         | Мікаель Гігу — 5 | Баскетбольна арена Глядачів: 9627 Судді: Ненад Крстіч, Петер Любич |

## Призери
Гравці збірної Франції Люк Абало, Мікаель Гігу, Дідьє Динар, Бертран Жиль, Гійом Жиль, Нікола Карабатич, Дауда Карабуе, Даніель Нарсісс, Тьєррі Омеєр та Жером Фернандез стали дворазовими олімпійськими чемпіонами.
| Турнір   | Золото | Срібло | Бронза |
| Чоловіки | Франція · Жером Фернандез · Дідьє Дінар · Ксав'є Бараше · Гійом Жиль · Бертран Жиль · Даніель Нарсісс · Гійом Жолі · Самюель Онрубія · Дауда Карабуе · Нікола Карабатич · Тьєррі Омеєр · Вільям Аккамбре · Люк Абало · Седрік Сорендо · Мікаель Гігу | Швеція · Маттіас Андерссон · Маттіас Густафссон · Кім Андерссон · Юнас Келлман · Магнус Єрнемір · Ніклас Екберг · Далібор Додер · Юнас Ларгольм · Тобіас Карлссон · Юхан Якубссон · Юхан Сьєстранд · Фредрік Петерсен · Кім Екдаль дю Ріц · Маттіас Закріссон · Андреас Нільссон | Хорватія · Веніо Лосерт · Івано Балич · Домагой Дувняк · Блаженко Лацкович · Марко Копляр · Ігор Ворі · Яков Гоюн · Златко Хорват · Драго Вукович · Дамір Бічанич · Денис Бунтич · Мірко Алілович · Мануель Штрлек · Іван Чупич · Іван Нінчевич |

## Бомбардири
| Гравець                 | Команда  | Голи | Кидки | %  |
| ----------------------- | -------- | ---- | ----- | -- |
| Ніклас Екберг           | Швеція   | 50   | 74    | 68 |
| Іван Чупич              | Хорватія | 49   | 68    | 72 |
| Гудьон Валур Сігурдссон | Ісландія | 44   | 66    | 67 |
| Габор Часар             | Угорщина | 38   | 67    | 57 |
| Арон Пальмарссон        | Ісландія | 37   | 63    | 59 |
| Ласло Надь              | Угорщина | 33   | 71    | 46 |
| Андрес Еггерт Йенсен    | Данія    | 32   | 44    | 74 |
| Даніель Нарсісс         | Франція  | 32   | 51    | 63 |
| Домагой Дувняк          | Хорватія | 32   | 58    | 55 |
| Блаженко Лацкович       | Хорватія | 32   | 53    | 60 |

## Символічна збірна
- Воротар — Тьєррі Омеєр (Франція)
- Лівий крайній — Йонас Кольман (Швеція)
- Правий крайній — Іван Чупич (Хорватія)
- Лінійний — Хулен Агінагальде (Іспанія)
- Лівий напівсередній — Арон Пальмарссон (Ісландія)
- Правий напівсередній — Кім Андерссон (Швеція)
- Розігруючий — Нікола Карабатич (Франція)

## Підсумкове становище
|     | Франція         |
|     | Швеція          |
|     | Хорватія        |
| 4.  | Угорщина        |
| 5.  | Ісландія        |
| 6.  | Данія           |
| 7.  | Іспанія         |
| 8.  | Туніс           |
| 9.  | Сербія          |
| 10. | Аргентина       |
| 11. | Південна Корея  |
| 12. | Велика Британія |